# Jugador del año Sir Matt Busby

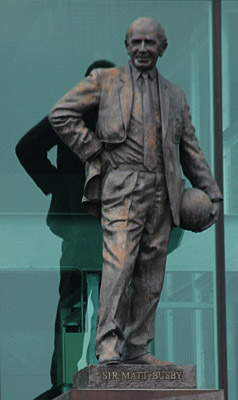
Estatua de Sir Matt Busby. El trofeo consiste en una réplica en miniatura de ésta

El premio Jugador del año Sir Matt Busby, anteriormente conocido como el Jugador MUFC del Año (1988-1995), es un premio concedido al mejor jugador del Manchester United de la temporada, elegido por los aficionados. Su nombre proviene del antiguo entrenador del Manchester United, Sir Matt Busby, quien dirigió el club en dos periodos, de 1945 a 1969 y de 1970 a 1971. El premio fue renombrado en su honor en 1996, tras su muerte en 1994, y un nuevo trofeo fue encargado que consiste en una réplica a escala reducida de la estatua de Busby en el extremo este de Old Trafford.
El primer ganador del premio fue el escocés Brian McClair en 1988, quien también se convirtió en el primer jugador en ganarlo dos veces cuando lo repitió en 1992. Desde entonces, ocho jugadores más han ganado el premio más de una vez, de los cuales cinco lo han ganado en temporadas consecutivas: Roy Keane (1999, 2000), Ruud van Nistelrooy (2002, 2003), Cristiano Ronaldo (2004, 2007, 2008, 2022), David de Gea (2014, 2015, 2016, 2018) y Bruno Fernandes (2020, 2021). Ronaldo al ganarlo en 2008 se convierte en el primer jugador en recibir el premio en tres ocasiones, tras haberlo ganado también en 2004. David de Gea superó a Ronaldo y se convirtió en 2018 en el primer jugador en conseguir el premio 4 veces. El delantero inglés Marcus Rashford es el actual titular.

## Ganadores

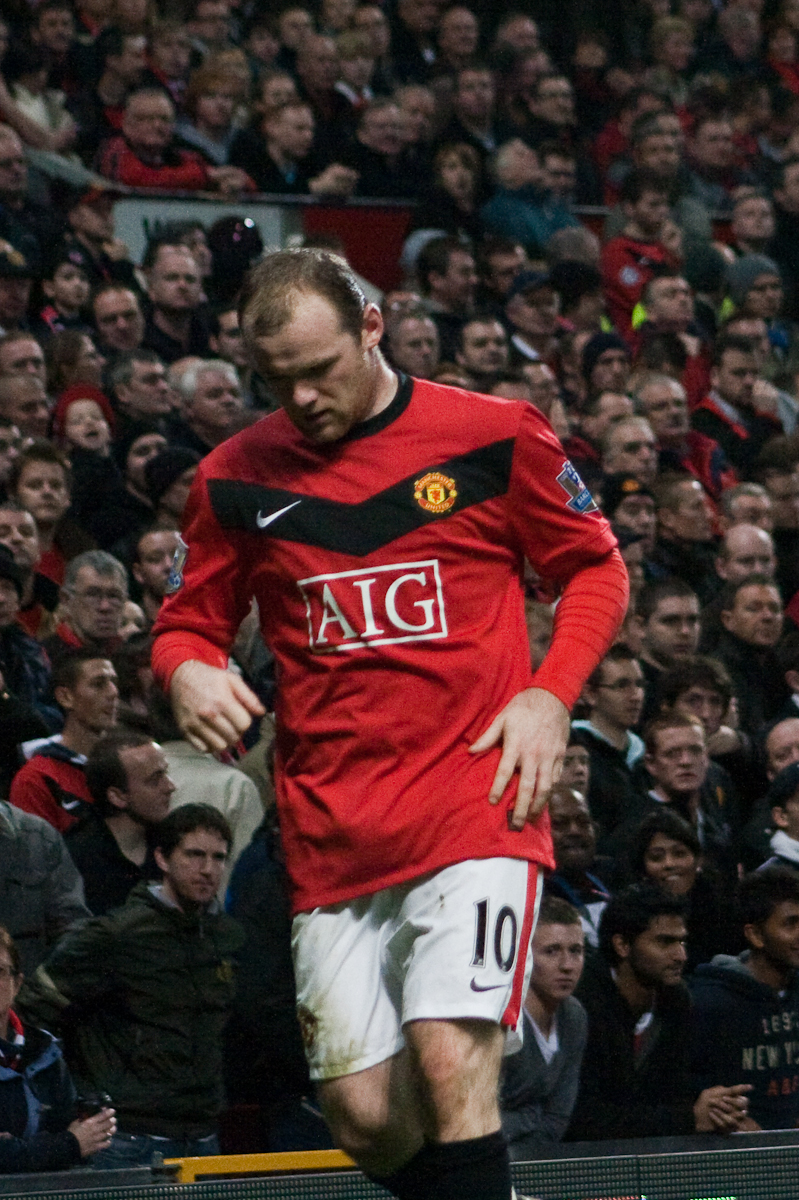
Wayne Rooney es el ganador del premio 2010

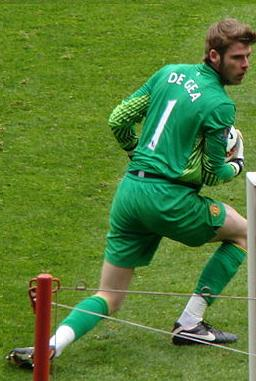
David de Gea ha ganado el Premio Sir Matt Busby en cuatro ocasiones, y también el único portero en ganarlo.

Jugadores en negrilla aún juegan para el Manchester United.
| Temp.     | Nombre              | Nacionalidad | Posición      | Notas                                      | Ref(s)      |
| --------- | ------------------- | ------------ | ------------- | ------------------------------------------ | ----------- |
| 1987–88   | Brian McClair       | Escocia      | Delantero     |                                            | [ 1 ]       |
| 1988–89   | Bryan Robson        | Inglaterra   | Mediocampista | Primer inglés ganador                      |             |
| 1989–90   | Gary Pallister      | Inglaterra   | Defensa       |                                            | [ 1 ]       |
| 1990–91   | Mark Hughes         | Gales        | Delantero     |                                            | [ 2 ]       |
| 1991–92   | Brian McClair       | Escocia      | Delantero     | Primero en ganarlo en dos ocasiones        |             |
| 1992–93   | Paul Ince           | Inglaterra   | Mediocampista |                                            |             |
| 1993–94   | Eric Cantona        | Francia      | Delantero     | Primer ganador afuera del Reino Unido      |             |
| 1994–95   | Andrei Kanchelskis  | Rusia        | Mediocampista |                                            |             |
| 1995–96   | Eric Cantona        | Francia      | Delantero     |                                            |             |
| 1996–97   | David Beckham       | Inglaterra   | Mediocampista |                                            |             |
| 1997–98   | Ryan Giggs          | Gales        | Mediocampista |                                            | [ 3 ]       |
| 1998–99   | Roy Keane           | Irlanda      | Mediocampista |                                            |             |
| 1999–2000 | Roy Keane           | Irlanda      | Mediocampista | Primero en ganarlo consecutivamente        |             |
| 2000–01   | Teddy Sheringham    | Inglaterra   | Delantero     |                                            | [ 4 ]       |
| 2001–02   | Ruud van Nistelrooy | Países Bajos | Delantero     |                                            | [ 1 ]       |
| 2002–03   | Ruud van Nistelrooy | Países Bajos | Delantero     |                                            |             |
| 2003–04   | Cristiano Ronaldo   | Portugal     | Mediocampista |                                            | [ 1 ]       |
| 2004–05   | Gabriel Heinze      | Argentina    | Defensa       | Primer ganador fuera de Europa             | [ 1 ]       |
| 2005–06   | Wayne Rooney        | Inglaterra   | Delantero     |                                            | [ 4 ]       |
| 2006–07   | Cristiano Ronaldo   | Portugal     | Mediocampista |                                            | [ 5 ]       |
| 2007–08   | Cristiano Ronaldo   | Portugal     | Mediocampista | Primer jugador en ganarlo 3 veces          | [ 4 ] [ 6 ] |
| 2008–09   | Nemanja Vidić       | Serbia       | Defensa       |                                            | [ 7 ]       |
| 2009–10   | Wayne Rooney        | Inglaterra   | Delantero     |                                            | [ 4 ]       |
| 2010–11   | Javier Hernández    | México       | Delantero     | Primer ganador de Norteamérica             | [ 1 ]       |
| 2011–12   | Antonio Valencia    | Ecuador      | Mediocampista |                                            | [ 8 ]       |
| 2012–13   | Robin van Persie    | Países Bajos | Delantero     |                                            | [ 9 ]       |
| 2013–14   | David de Gea        | España       | Portero       | Primer portero en ganarlo                  | [ 10 ]      |
| 2014–15   | David de Gea        | España       | Portero       |                                            | [ 11 ]      |
| 2015–16   | David de Gea        | España       | Portero       | Primer jugador en ganarlo 3 veces seguidas |             |
| 2016–17   | Ander Herrera       | España       | Mediocampista |                                            |             |
| 2017-18   | David de Gea        | España       | Portero       | Primer jugador en ganarlo en 4 ocasiones   | [ 12 ]      |
| 2018-19   | Luke Shaw           | Inglaterra   | Defensa       |                                            | [ 13 ]      |
| 2019-20   | Bruno Fernandes     | Portugal     | Mediocampista |                                            |             |
| 2020-21   | Bruno Fernandes     | Portugal     | Mediocampista |                                            | [ 14 ]      |
| 2021-22   | Cristiano Ronaldo   | Portugal     | Delantero     | Segundo jugador en ganarlo 4 veces         | [ 15 ]      |
| 2022-23   | Marcus Rashford     | Inglaterra   | Delantero     |                                            | [ 16 ]      |

### Ganadores por cantidad de premios

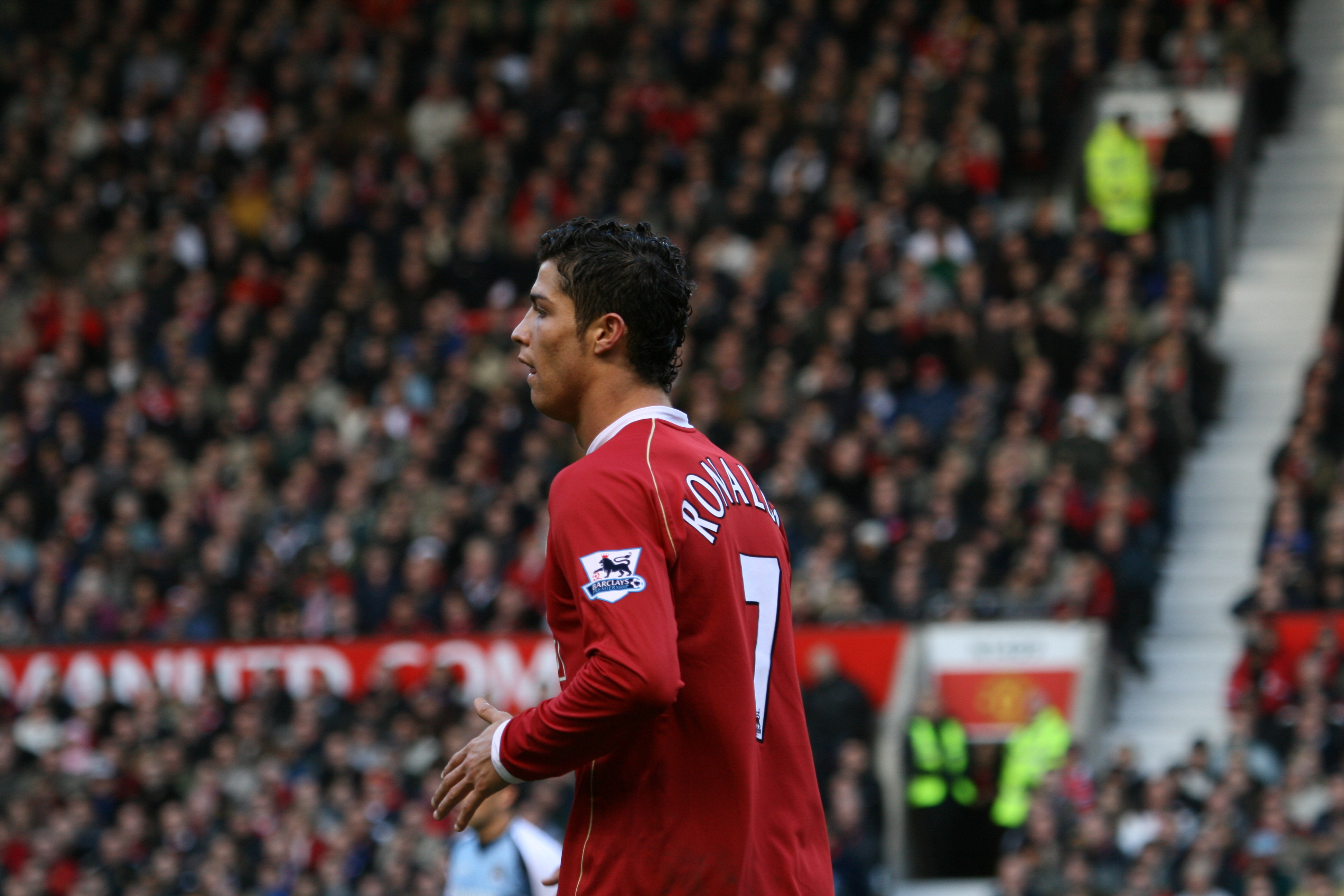
Cristiano Ronaldo obtuvo el premio en cuatro ocasiones, dos de ellas consecutivas.

| Jugador             | Total | Año                    |
| ------------------- | ----- | ---------------------- |
| David De Gea        | 4     | 2014, 2015, 2016, 2018 |
| Cristiano Ronaldo   | 4     | 2004, 2007, 2008, 2022 |
| Bruno Fernandes     | 2     | 2020, 2021             |
| Brian McClair       | 2     | 1988, 1992             |
| Éric Cantona        | 2     | 1994, 1996             |
| Roy Keane           | 2     | 1999, 2000             |
| Ruud van Nistelrooy | 2     | 2002, 2003             |
| Wayne Rooney        | 2     | 2006, 2010             |
| Bryan Robson        | 1     | 1989                   |
| Gary Pallister      | 1     | 1990                   |
| Mark Hughes         | 1     | 1991                   |
| Paul Ince           | 1     | 1993                   |
| Andrei Kanchelskis  | 1     | 1995                   |
| David Beckham       | 1     | 1997                   |
| Ryan Giggs          | 1     | 1998                   |
| Teddy Sheringham    | 1     | 2001                   |
| Gabriel Heinze      | 1     | 2005                   |
| Nemanja Vidić       | 1     | 2009                   |
| Javier Hernández    | 1     | 2011                   |
| Antonio Valencia    | 1     | 2012                   |
| Robin van Persie    | 1     | 2013                   |
| Ander Herrera       | 1     | 2017                   |
| Luke Shaw           | 1     | 2019                   |
| Marcus Rashford     | 1     | 2023                   |

### Ganadores por nacionalidad

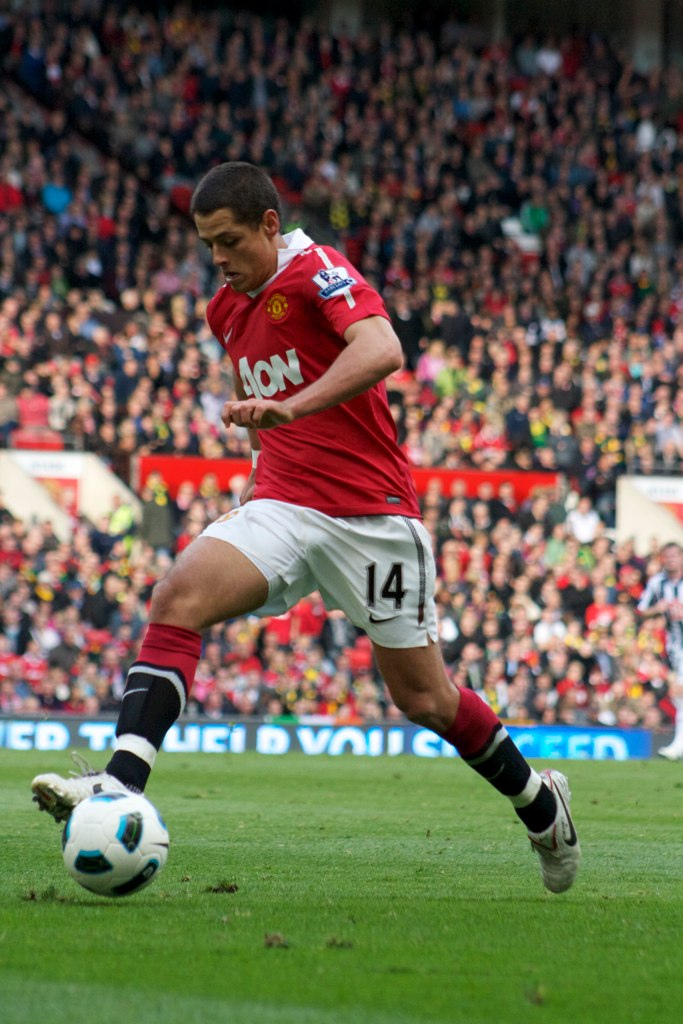
Javier Hernández es el ganador del galardón en 2011, y el segundo latinoamericano después de Gabriel Heinze.

| País         | Premios |
| ------------ | ------- |
| Inglaterra   | 9       |
| Portugal     | 6       |
| España       | 5       |
| Países Bajos | 3       |
| Francia      | 2       |
| Irlanda      | 2       |
| Escocia      | 2       |
| Gales        | 2       |
| Argentina    | 1       |
| México       | 1       |
| Rusia        | 1       |
| Ecuador      | 1       |
| Serbia       | 1       |

### Ganadores por posición
| Posición      | Premios |
| ------------- | ------- |
| Delantero     | 12      |
| Mediocampista | 10      |
| Defensor      | 3       |
| Portero       | 4       |